# João Segismundo, Eleitor de Brandemburgo
João Segismundo (Halle an der Saale, 8 de novembro de 1572 – Berlim, 23 de dezembro de 1619) foi o príncipe-eleitor da Marca de Brandemburgo de 1608 até sua morte e também Duque da Prússia a partir de 1618.

## Eleitor de Brandemburgo e Duque da Prússia
João Segismundo nasceu em Halle an der Saale, filho do príncipe-eleitor Joaquim III Frederico de Brandemburgo e da sua primeira esposa, a marquesa Catarina de Brandemburgo-Küstrin. Sucedeu ao seu pai como marquês de Brandemburgo em 1608. João Segismundo viajou de Conisberga para Varsóvia onde, a 16 de novembro de 1611, prestou homenagem feudal ao rei Segismundo II Augusto da Polónia, já que o ducado da Prússia era um território polaco na altura. Tornou-se oficialmente duque da Prússia em 1618, apesar de ter já o papel de regente em nome do duque Alberto Frederico, que tinha problemas mentais, durante vários anos. Alberto Frederico morreu no ano seguinte.
João Segismundo ofereceu o Reichshof Castrop a Carl Friedrich von Bordelius, o seu professor e educador, enquanto recebeu os territórios de Cleves, o condado do Marco, e Ravensberg depois de assinar o Tratado de Xanten em 1614.

## Política religiosa
O acontecimento mais significativo do reinado de João Segismundo foi a sua conversão do luteranismo para o calvinismo, depois de ter dado os mesmos direitos a católicos e protestantes no Ducado da Prússia, pressionado pelo rei da Polónia.
Provavelmente ter-se-á rendido ao calvinismo durante uma visita a Heidelberg em 1606, mas foi apenas em 1613 que comungou seguindo o ritual calvinista em público. A maioria dos seus súbditos do Brandemburgo, incluindo a sua esposa Ana, continuaram a ser profundamente luteranos. Depois de o príncipe-eleitor e os oficiais calvinistas da sua corte terem feito planos para uma conversão em massa da população para esta nova religião em fevereiro de 1614, houve grandes protestos e até a sua esposa apoiou os luteranos. A resistência foi tão forte que, em 1615, João Segismundo desistiu da ideia. Em vez disso, permitiu que os seus súbditos escolhessem entre o luteranismo e o calvinismo livremente de acordo com a sua própria consciência. A partir desse momento, Brandemburgo e a Prússia tornaram-se estados de duas confissões religiosas.

## Casamento e descendência
João Segismundo casou-se no dia 30 de outubro de 1594 com a duquesa Ana da Prússia, filha do duque Alberto Frederico da Prússia. O casal teve oito filhos:
- Jorge Guilherme de Brandemburgo (13 de novembro de 1595 – 1 de dezembro de 1640), príncipe-eleitor de Brandemburgo; casado com a condessa Isabel Carlota do Palatinado; com descendência;
- Ana Sofia de Brandemburgo (15 de março de 1598 – 19 de dezembro de 1659), casada com o duque Frederico Ulrich de Brunswick-Wolfenbüttel; sem descendência;
- Maria Leonor de Brandemburgo (11 de novembro de 1599 – 28 de março de 1655), casada com o rei Gustavo II Adolfo da Suécia; com descendência;
- Catarina de Brandemburgo (28 de maio de 1602 – 27 de agosto de 1644), casada primeiro com Gabriel Bethlen, príncipe da Transilvânia; sem descendência. Casada depois o duque Francisco Carlos de Saxe-Lauenburg; sem descendência;
- Joaquim Segismundo de Brandemburgo (25 de julho de 1603 – 22 de fevereiro de 1625), morreu aos vinte-e-dois anos de idade; sem descendência;
- Inês de Brandemburgo (31 de agosto de 1606 – 12 de março de 1607), morreu com seis meses de idade;
- João Frederico de Brandemburgo (18 de agosto de 1607 – 1 de março de 1608), morreu com seis meses de idade;
- Alberto Cristiano de Brandemburgo (7 de março – 14 de março de 1609).

## Genealogia
| João Segismundo de Brandemburgo | Pai: Joaquim III Frederico de Brandemburgo | Avô paterno: João Jorge de Brandemburgo         | Bisavô paterno: Joaquim II Heitor de Brandemburgo      |
| João Segismundo de Brandemburgo | Pai: Joaquim III Frederico de Brandemburgo | Avô paterno: João Jorge de Brandemburgo         | Bisavó paterna: Madalena da Saxónia                    |
| João Segismundo de Brandemburgo | Pai: Joaquim III Frederico de Brandemburgo | Avó paterna: Sofia de Legnica                   | Bisavô paterno: Frederico II de Legnica                |
| João Segismundo de Brandemburgo | Pai: Joaquim III Frederico de Brandemburgo | Avó paterna: Sofia de Legnica                   | Bisavó paterna: Sofia de Brandemburgo-Ansbach-Kulmbach |
| João Segismundo de Brandemburgo | Mãe: Catarina de Brandemburgo-Küstrin      | Avô materno: João de Brandemburgo-Küstrin       | Bisavô materno: Joaquim I Nestor de Brandemburgo       |
| João Segismundo de Brandemburgo | Mãe: Catarina de Brandemburgo-Küstrin      | Avô materno: João de Brandemburgo-Küstrin       | Bisavó materna: Isabel da Dinamarca                    |
| João Segismundo de Brandemburgo | Mãe: Catarina de Brandemburgo-Küstrin      | Avó materna: Catarina de Brunswick-Wolfenbüttel | Bisavô materno: Henrique V de Brunsvique-Luneburgo     |
| João Segismundo de Brandemburgo | Mãe: Catarina de Brandemburgo-Küstrin      | Avó materna: Catarina de Brunswick-Wolfenbüttel | Bisavó materna: Maria de Württemberg                   |